# Euro-Winners-Cup
Der Euro-Winners-Cup ist ein kontinentaler Wettbewerb für Beachsoccer Vereinsmannschaften Europas. Der Wettbewerb wird seit 2013 unter Obhut der BSWW ausgetragen. Startberechtigt sind in der Regel die besten Mannschaften (Meister) eines Landes, wobei die leistungsstärksten Länder mehrere Mannschaften ins Rennen schicken dürfen.

## Die Turniere im Überblick
| Jahr         | Austragungsort                     | Finale              | Finale         | Finale         | Spiel um Platz drei | Spiel um Platz drei | Spiel um Platz drei      |
| Jahr         | Austragungsort                     | Sieger              | Ergebnis       | 2. Platz       | 3. Platz            | Ergebnis            | 4. Platz                 |
| ------------ | ---------------------------------- | ------------------- | -------------- | -------------- | ------------------- | ------------------- | ------------------------ |
| 2013 Details | San Benedetto del Tronto (Italien) | Lokomotive Moskau   | 3:0            | Griffin Kiew   | Grasshopper Zürich  | 3:1                 | Beşiktaş Istanbul        |
| 2014 Details | Catania (Italien)                  | BSC Kristall        | 2:0            | BS Mailand     | Sporting Braga      | 4:1                 | Sable Dancers Bern       |
| 2015 Details | Catania (Italien)                  | BSC Kristall        | 6:2            | BS Catania     | FC Vybor            | 3:2 n. V.           | Lokomotive Moskau        |
| 2016 Details | Catania (Italien)                  | Viareggio BS        | 6:6, 7:6 n. E. | Artur Music    | Sporting Braga      | 5:4                 | BS Catania               |
| 2017 Details | Nazaré (Portugal)                  | Sporting Braga      | 8:5            | Artur Music    | Lokomotive Moskau   | 5:4                 | FC Delta Saratow         |
| 2018 Details | Nazaré (Portugal)                  | Sporting Braga      | 3:3, 5:4 n. E. | BSC Kristall   | KP Łódź             | 4:3                 | Lokomotive Moskau        |
| 2019 Details | Nazaré (Portugal)                  | Sporting Braga      | 6:0            | KP Łódź        | UD Levante          | 7:6                 | FC Delta Saratow         |
| 2020 Details | Nazaré (Portugal)                  | BSC Kristall        | 3:3, 1:0 n. E. | Sporting Braga | Real Münster        | 7:6                 | CD Fútbol Playa Marbella |
| 2021 Details | Nazaré (Portugal)                  | BSC Kristall        | 6:3            | Sporting Braga | San Francisco       | 7:4                 | Real Münster             |
| 2022 Details | Nazaré (Portugal)                  | Benfica Loures      | 3:1            | Sporting Braga | Kfar Qassem BS Club | 7:2                 | Grande-Motte Pyramide    |
| 2023 Details | Nazaré (Portugal)                  | Kfar Qassem BS Club | 2:2, 5:3 n. E. | Pisa 2014      | ACD O Sótão         | 3:2                 | Huelva                   |
| 2024 Details | Nazaré (Portugal)                  | Sporting Braga      | 5:3            | Pisa 2014      | ACD O Sótão         | 7:4                 | Huelva                   |